# Mutik Tsenpo
Mutik Tsenpo ( em tibetano: མུ་ཏིག་བཙན་པོ , Wylie: Mu-tig btsan-po, também grafado Murug Tsenpo) foi considerado como um imperador tibetano que governou brevemente em 798-799. Isso é, no entanto, muito questionável. Além disso, todo o período entre os reinados de Trisong Detsen e Tride Songtsen é muito incerto, com vários documentos conflitantes.

## Antecedentes e Reinado
Trisong Detsen teve quatro filhos: Mutri Tsenpo, Muné Tsenpo, Mutik Tsenpo e Tride Songtsen. O filho mais velho, Mutri Tsenpo, morreu cedo.
Diz-se que Muné Tsenpo assumiu o poder quando seu pai, Trisong Detsen, se aposentou (provavelmente por volta de 797). Após um breve reinado, Muné Tsenpo, foi supostamente envenenado por ordem de sua mãe, Magyal Dongkar, que tinha ciúmes de sua bela jovem esposa, a Rainha Phoyongsa (pho-yong-bza' rgyal-mo-btsun).  Após sua morte, Mutik Tsenpo foi o próximo na linha de sucessão ao trono. 
Várias fontes afirmam no entanto que Mutik Tsenpo foi banido para Lhodak Kharchu (lHo-brag ou Lhodrag) perto da fronteira com o Butão por assassinar o ministro Wurin do Clã Nanam,   embora algumas fontes acreditem que ele governou por um período indeterminado.  Seja como for, o irmão mais novo, Tride Songtsen (também conhecido como Sadnalegs), estava definitivamente governando em 804.  
Outras fontes dizem que Mutik Tsenpo foi mais tarde morto por membros do clã Nanam, mas isso não poderia ter acontecido até que Tride Songtsen se tornasse rei, pois Tride Songtsen menciona em uma inscrição em Zhwa'i-lha-khang que ele tomou o poder de seu pai, que um de seus irmãos tinha morrido, e que ele amarrou seu irmão mais velho, Mutik, com um juramento. 